# Реймон, Жан-Арно
Жан-Арно Реймон (фр.  Jean-Arnaud Raymond, 4 апреля 1742, Тулуза — 28 января 1811, Париж) — архитектор французского неоклассицизма, представитель европейского палладианства.
Жан-Арно Реймон родился в Тулузе, учился в архитектурной школе и в Королевской академии архитектуры у Ж.-Ф. Блонделя и Ж.-Ж. Суффло. Руководил строительством «застав» по проектам К.-Н. Леду.
Получил Гран-при (Grand Prix) Королевской академии архитектуры в Париже и в 1766 году уехал в Рим чтобы усовершенствовать свои познания. Реймон провёл в Италии восемь лет, в течение которых изучал античное искусство, но более всего увлёкся архитектурой Андреа Палладио.
По возвращении во Францию он был назначен архитектором провинции Лангедок (États de Languedoc). В этом качестве Реймон руководил строительными работами на площади Пейру в Монпелье. С 1785 года Реймон руководил реконструкцией монастыря Пруй (Monastère de Prouilhe), департамент Од. Переехав в Париж, он в 1798 году стал главным дворцовым архитектором Лувра.
После смерти архитектора французского ампира Жана-Франсуа Шальгрена в 1811 году руководил возведением Триумфальной арки на Площади Звезды.
В 1784 году Жан-Арно Реймон был принят в Королевскую академию архитектуры.

## Основные работы
- Проектирование интерьеров дворца архиепископа Тулузского. 1775
- Строительство Епархиальной палаты Тулузской епархии. 1776
- Реконструкция капеллы Сен-Рош-дю-Феретра в Тулузе. 1784—1785
- Соборная церковь Сен-Мартен в Л’Иль-Журден (департамент Жер). 1785
- Церковь Нотр-Дам в королевском монастыре Пруй (департамент Од). 1785—1787
- Отель Риве (ныне Школа изящных искусств) в Ниме. 1786